# Desert Race
Desert Race sont des montagnes russes lancées du parc Heide-Park, situé à Soltau, en Allemagne. Ouvertes le 15 mai 2007, ce sont les premières montagnes russes lancées d'Allemagne. Elles ont été construites par l'entreprise suisse Intamin.

## Description
Grâce à un système de propulsion hydraulique, le train atteint la vitesse de 100 km/h en 2,4 secondes. Il a une vitesse moyenne de plus de 86 km/h et les passagers ressentent trois fois un airtime. Le parcours ressemble à celui de Rita à Alton Towers, mais il y a une bosse de plus à la fin.

## Trains
L'attraction a 2 trains de 5 wagons. Les passagers sont placés à deux sur deux rangs pour un total de 20 passagers par train.